# Xanthia xantheago
Xanthia xantheago är en fjärilsart som beskrevs av Karl Schawerda 1922. Xanthia xantheago ingår i släktet Xanthia och familjen nattflyn. Inga underarter finns listade i Catalogue of Life.